# Smarthistory
Smarthistory是一个美国的非营利组织，提供艺术史相关的免费资源，由艺术史学家贝斯·哈里斯（Beth Harris）和史蒂芬·朱克（Steven Zucker）创建。它是可汗學院的官方合作伙伴，由美国国家人文基金会资助。
其文章由多位艺术史学家、考古学家等专家撰写，经过同行评审。

## 历史
Smarthistory创立于2005年，当时是大都會藝術博物館、現代藝術博物館的音频指南，给大学生提供基础的艺术史教育。
Smarthistory于2009年获得威比奖。